# دیانو آرنتینو
دیانو آرنتینو (به ایتالیایی: Diano Arentino) یک کومونه در ایتالیا است که در استان ایمپریا واقع شده‌است.

## خصوصیات
دیانو آرنتینو ۸٫۳ کیلومترمربع مساحت و ۶۴۸ نفر جمعیت دارد.